# Sismo de Lorca de 2011
Sismo de Lorca de 2011 foi um sismo moderado (magnitude 5,1 Mw) que causou 9 mortes e grandes danos no sul da Espanha. Com profundidade de 1 km e epicentro próximo de Lorca, ocorreu às 18h47min locais (16h47 UTC) em 11 de maio de 2011, provocando o pânico entre a população e forçando muitos a deixar as residências. Foi precedido por um sismo de magnitude 4,4 (Mw), que provocou danos em estruturas na região. A Torre Espolón do castelo de Lorca Castle foi danificada. Três pessoas morreram ao ser atingidas por uma cornija. Há 9 mortes confirmadas, e dezenas de feridos. É o pior sismo na região desde 1956. Na noite de 11 para 12 de maio, cerca de dez mil pessoas dormiram ao relento por receio de réplicas.
Não é a primeira vez que a cidade é afectada por um sismo de grandes proporções. Lorca, situada na Comunidade de Múrcia, na área do Levante, a de maior incidência sísmica no país, já sofreu dois grandes sismos na sua história, em 1647 e 1818.
Apesar de ser menos forte que o sismo da Península Ibérica de 2007, sem vítimas nem danos, por seu epicentro se localizar em terra e a pouca profundidade a que ocorreu explicam a devastação atingida.

## Danos do sismo

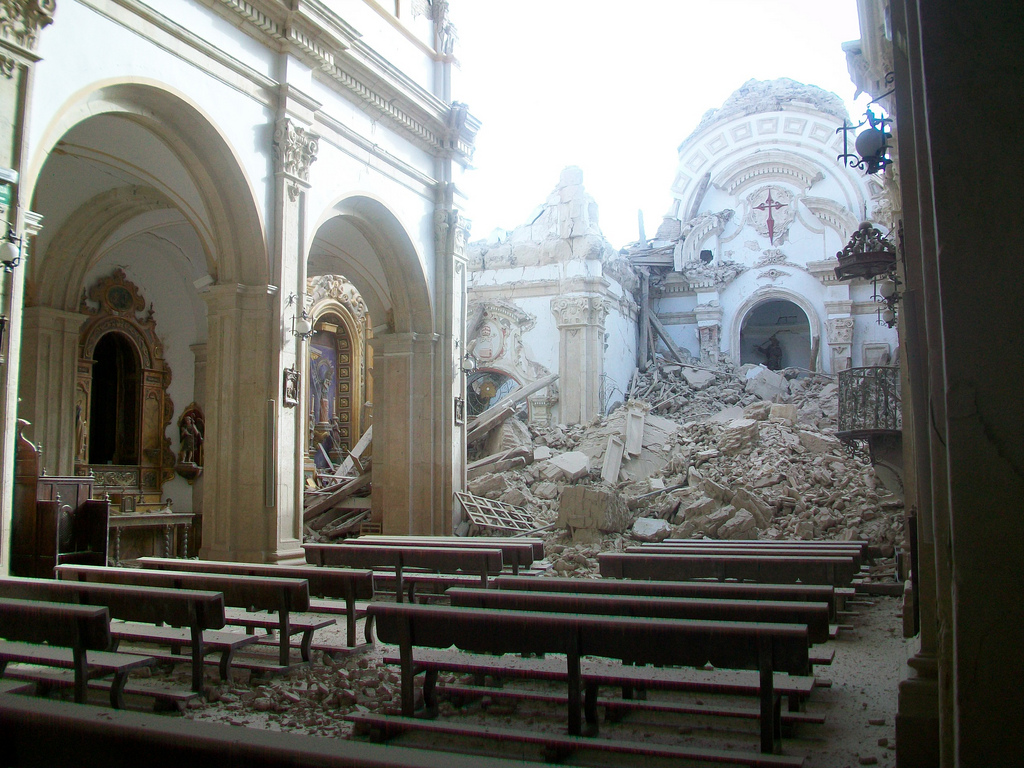
Estado da Igreja de Santiago, após o sismo.

Foi confirmado que 80% das infraestruturas estão danificadas, das quais 14% não serão possíveis de aceder durante vários dias.
O alcaide de Lorca (Francisco Jódar Alonso) confirmou que este sismo causou uma das maiores catástrofes para o património, com 33 edifícios históricos afetados, entre eles o Castelo de Lorca.

Gráfico das consequências dos sismos de Lorca em 2011.
epicentro dos sismos áreas com edifícios danificados pessoas falecidas